# Nederlandse Federatie voor Krijgskunsten
De Nederlandse Federatie voor Krijgskunsten (NFK) is een Nederlandse vereniging die in 2009 notarieel is opgericht. Met de NFK zijn een twintigtal krijgskunstvormen en een achttal krijgskunstbonden op één platform verenigd. De NFK is gericht op een verantwoorde beoefening van krijgskunsten. Zij organiseert uitwisselingsprogramma´s, seminars, stages en opleidingen. Ze bevordert de bestudering van de krijgscultuur en verwante cultuurgebieden en begeleidt en bevordert de belangen van krijgskunstenaars. Het uitgangspunt is wat beoefenaren verbindt, niet wat hen scheidt. Haar devies is: ‘E Pluribus Unum’ (eenheid in verscheidenheid).

## Diversiteit
De diversiteit in de NFK is groot.
Onder de Chinese kunsten vinden we interne (zachte) kunsten, bijvoorbeeld Taichi en externe (harde) kunsten, waaronder Shaolin Kempo Kung-fu. Uit de Riukiu-eilanden (Okinawa) is, onder andere, Ryukyu Kobujutsu in de federatie aanwezig. Uit Japan stammen een reeks van stijlen binnen de NFK, zowel lege-hand-vormen als Karate Jits of Shotokan, als varianten met wapens, onder andere iaido en kendo. Indonesië is aanwezig met Pencak silat. Onder de hybride systemen figureren jeet kune do en zowel junior ninja als ouderenkrijgskunst (OK). Moderne, minder op het oosten gerichte stijlen binnen de federatie zijn onder andere close combat systems en mixed martial arts.

## Opleiding
NFK-docentopleidingen zijn stijloverstijgend. Beoefenaren van alle door de NFK erkende systemen hebben toegang. 
De algemene opleiding bestaat uit vier niveaus: 
1. dojo assistent krijgskunsten, minimaal 16 jaar oud, minstens 4e kyu of vergelijkbaar;
2. assistent leraar krijgskunsten, minimaal 18 jaar oud en minstens 1e kyu of vergelijkbaar;
3. instructeur krijgskunsten, minimaal 20 jaar oud, algemene ontwikkeling minimaal op mavo-niveau, EHB(S)O-diploma, minstens 2e dan of vergelijkbaar;
4. leraar krijgskunsten, minimaal 24 jaar oud, algemene ontwikkeling minimaal op mavo-niveau, EHB(S)O-diploma, minstens 3e dan of vergelijkbaar, in het bezit van het diploma instructeur krijgskunsten of vergelijkbaar.

De vier diploma's geven de volgende rechten:
- De dojo assistent krijgskunsten assisteert bij trainingen onder verantwoordelijkheid van een instructeur of leraar krijgskunsten;
- De assistent leraar krijgskunsten verzorgt trainingen en examineert tot de 4e leerlingklassen (kyu) onder de verantwoordelijkheid van een instructeur of leraar krijgskunsten;
- De instructeur krijgskunsten verzorgt trainingen en examineert tot het hoogste leerlingklassen-niveau;
- De leraar krijgskunsten verzorgt trainingen en examineert de leerling-klassen en dangraden beneden de eigen graad.

Ouderenkrijgskunst (OK) is gebaseerd op Kenko Kempo Karate en combineert Qigong (inclusief meditatie), Taichi en harde krijgskunsttechnieken die gebaseerd zijn op Shotokan, Wing Chun, Close combat en andere krijgskunsten. Voor de speciale doelgroep van Ouderenkrijgskunst (OK) bestaat een applicatiecursus voor bestaande krijgskunstdocenten.  VITOK (VItale Ouderen door Krijgskunstonderricht) is de naam van de applicatie. De VITOK-licenties zijn twee jaar geldig en moeten daarna verlengd worden. Er zijn drie niveaus: assistent VITOK (niveau 2), instructeur VITOK (niveau 3) en zelfstandig leraar/coach VITOK (niveau 4).